# 장르가 머니
《장르가 머니》는 매주 금요일 오전 10시에 방송 중인 JTBC의 경제 토크쇼 프로그램이다.

## 기획 의도
뉴스처럼 발 빠르고, 교양처럼 풍부하고, 리얼리티처럼 생생한 경제 이야기. 장르가 뭐냐고? 장르는 '머니'다.

## 방송 시간
| 방송 채널 | 방송 기간             | 방송 시간        |
| --------- | --------------------- | ---------------- |
| JTBC      | 2025년 3월 7일 ~ 현재 | 금요일 오전 10시 |

## 진행자
- 권혁수 방송인 (남)
- 김하은 JTBC 아나운서 (여)

## 코너
- 이주엔 머니: 매일 쏟아지는 수많은 정보 중에서 전문가들이 직접 엄선한 뉴스를 소개해 주는 코너.
- 돈선체크: 투자자와 소비자들이 몰려드는 핫 플레이스를 직접 찾아가 과연 돈이 되는지를 알아보는 코너. 주로 JTBC 경제산업팀 기자들과 이수빈 아나운서 등이 리포터로 출연한다.
- 보스직캠: CEO와 리더를 밀착해 따라다니며 보스들의 일상을 여과 없이 보여주는 코너.
- 생각이 달라: 부동산부터 재테크 상품까지 전문가들의 상반된 분석을 들어보는 경제썰전 코너.

## 같이 보기
- 경제콘서트 (KBS 2TV)